# Antonio Caldara
Antonio Caldara (ur. 1670 lub 1671  w Wenecji, zm. 26 grudnia 1736 w Wiedniu)  – włoski kompozytor barokowy.

## Życiorys
Był synem skrzypka. Został chórzystą w bazylice św. Marka. Tam też pobierał naukę gry na kilku instrumentach, prawdopodobnie pod okiem Giovanniego Legrenziego. W 1699 przeniósł się do Mantui, gdzie otrzymał posadę książęcego maestro di cappella. Pozostawał tam aż do 1707, kiedy to został kompozytorem na dworze Karola VI Habsburga w Barcelonie. W trakcie pobytu w Hiszpanii napisał kilka oper. Następnie przeniósł się do Rzymu, zostając maestro di cappella u księcia Ruspoli. Stworzył wtedy La costanza in amor vince l'inganno dla teatru w Maceracie. W 1716 otrzymał podobną posadę w Wiedniu, gdzie pozostał aż do śmierci w 1736.
Caldara jest najbardziej znany jako kompozytor oper i oratoriów. Libretto do niektórych z jego dzieł napisał Metastasio. Uznawany jest za prekursora szkoły starowiedeńskiej.

## Wybrane dzieła
- Maddalena ai piedi di Cristo, oratorium, ok. 1700
- Santo Stefano, primo Re d'Ungheria, oratorium, 1713
- La Conversione di Clodoveo Re di Francia, oratorium, 1715
- La Passione di Gesù Cristo Signor Nostro, oratorium, 1716
- Sebben, crudele, aria
- D'improvviso, kantata
- Pur Dicesti, O Bocca Bella, aria
- Alma Del Core, aria
- Selve amiche, aria